# T34 Calliope

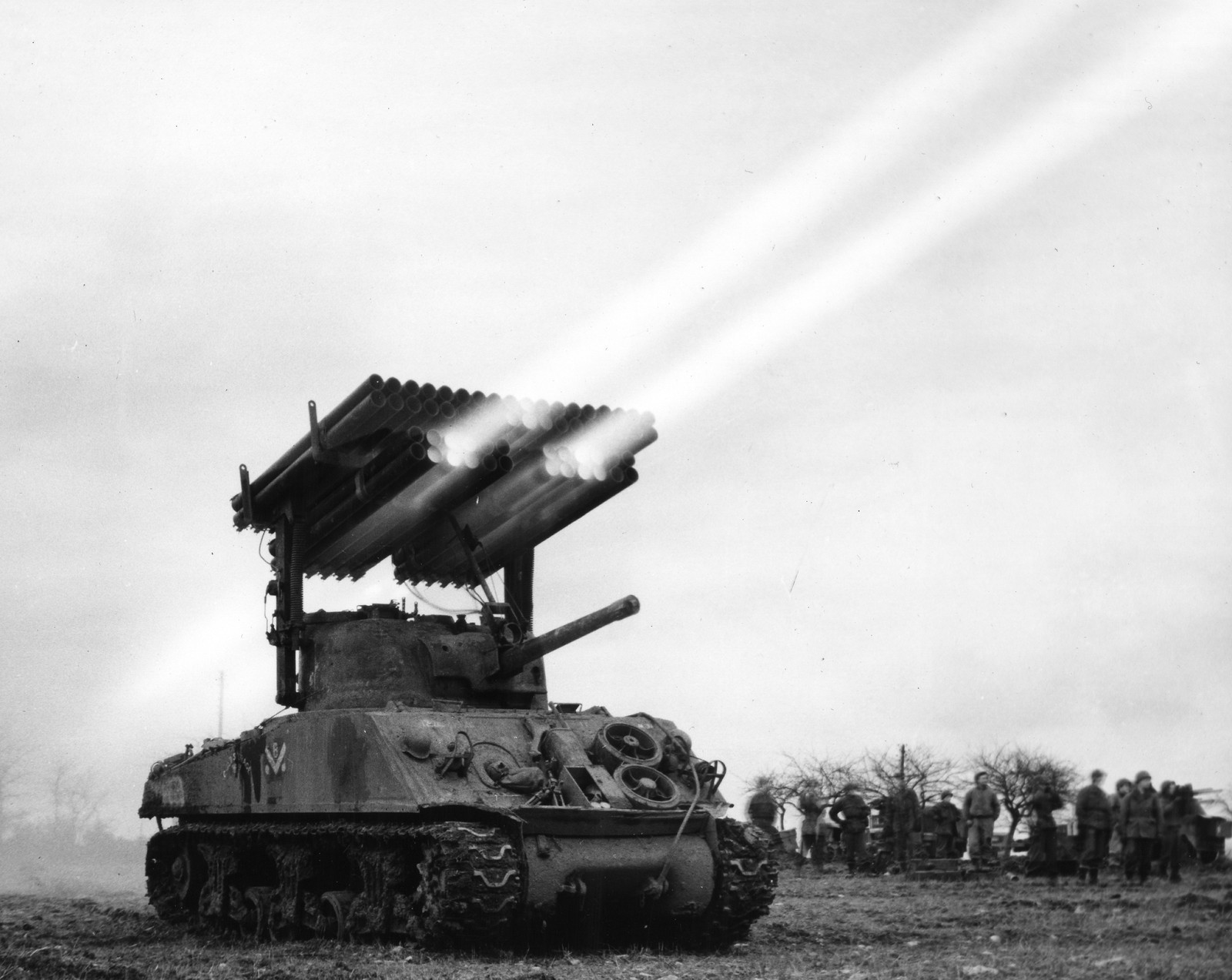
Calliope in Frankreich (circa 1944)

T34 Calliope war ein Raketenwerfer der US Army im Zweiten Weltkrieg. Auf einem Sherman-Panzer waren 60 Startrohre für die 114-mm-M8-Raketen (4,5 Zoll) montiert, wobei der Turm beibehalten wurde. Somit konnte der Panzer nach dem Abfeuern der Raketen theoretisch wie jeder andere Sherman eingesetzt werden. Nachteilig war, dass der Panzer durch seinen Aufbau leichter aufzuklären war als die Grundausführung und dass nach einem Treffer in die Startrohre diese möglicherweise nicht mehr zeitnah als Raketenwerfer einsetzbar gewesen wären. Der Panzer kam in den Jahren 1944 bis 1945 in geringer Anzahl bei verschiedenen Verbänden zum Einsatz. Der Name Calliope (Dampforgel) leitet sich wegen des Aussehens von dem Musikinstrument ab.

## Varianten
- Raketenwerfer T34 (Calliope): Grundvariante mit 114-mm-Raketen in einer Anordnung von 36 Startrohren oben und zwei 12er-Gruppen darunter.
- Raketenwerfer T34E1 (Calliope): Variante mit 64 statt 60 Startrohren.
- Raketenwerfer T34E2: Das Kaliber der Raketen wurde auf 183 mm (7,2 Zoll) erhöht. Der Kampfsatz betrug weiterhin 60 Stück wie in der Version T34. Diese Version kam zum Kampfeinsatz.